# Булль, Кнуд
Кнуд Гельмюден Булл (норв. Knud Geelmuyden Bull, 10 сентября 1811, Берген — 23 декабря 1889, Сидней) — австралийский художник норвежского происхождения, один из пионеров живописи в этой стране и основоположник пейзажного направления. Брат норвежского композитора Уле Булля и архитектора Георга Булля.

## Биография
Родился в Бергене в семействе аптекаря Уле Борнемана Булля. Уже в детстве он проявил способности к живописи, и в 15-летнем возрасте был отдан в учение самому известному норвежскому художнику — Ю. К. Далю, который преподавал тогда в Дрездене, но живость характера помешала Кнуду получить систематическое образование. Не сумев реализовать себя как художник (хотя он провёл персональную выставку в Бергене), Кнуд Булл скитался по Европе, живя за счёт своих братьев.
Не имея постоянного занятия, он занялся подделкой банкнот и был арестован в Лондоне в 1845 году (его сдал гравёр, которому он заказал печатные формы). На суде он был признан виновным в подделке 100-фунтовых банкнот (по другой версии — купюр в 100 норвежских спесидалеров) и осуждён на 14 лет каторжных работ в Австралии. В мае 1846 года в компании 190 каторжников, его отправили на тюремном судне в Южное полушарие. На борту ему позволяли рисовать, именно тогда он создал свои первые сохранившиеся в Австралии картины — «На борту около Мадейры» и «Крушение судна „Ватерлоо“ в Кейптауне в 1842 году».
Сначала его поместили в каторжную тюрьму на острове Норфолк, но уже в 1847 году перевели в колонию Saltwater River на Земле Ван-Димена (ныне Тасмания), где он имел возможность писать картины. В 1849 году был переведён на поселение в Хобарт (в 106 км от прежнего места заключения), где получил возможность брать частные заказы, включая портреты. В 1850 году неудачно пытался бежать, и в наказание провёл 20 дней в одиночной камере. В 1853 году, однако, он был освобождён из-под надзора — ходили слухи, что это произошло из-за канцелярской ошибки.
Хотя в Австралии того времени было несколько художников-любителей, К. Булл являлся единственным профессиональным пейзажистом. В 1852 году он женился в Хобарте на Мэри-Энн Брайен и стал учителем рисования в местной школе, а также писал многочисленные пейзажи, представленные во всех крупных музеях Австралии. В 1855 году две его картины принимали участие во Всемирной выставке в Париже. Писал он и исторические картины. У него было пятеро сыновей, трое из них стали художниками. В 1856 году переехал в Сидней, где и скончался возрасте 78 лет.
В Европе он был практически неизвестен до выхода книги норвежского писателя Рагнара Квама «Straffen» («Наказание») в 1999 году. В Музее Осло хранится только одна его картина.

## Источник
- Alfsen, Glenny. «Knud Bull» // Norsk biografisk leksikon
- Knut Bull // Centre for Tasmanian Historical Studies